# Henri Dekens
Henri Dekens est un footballeur et entraîneur belge né le 27 juin 1914 et mort en 1976.
Il a joué au Sporting d'Anderlecht de 1935 à 1939, puis il est parti à l'Union Saint-Gilloise de 1939 à 1941, avant de terminer sa carrière à La Gantoise, de 1941 à 1947.
Personne connue de la famille royale, il a enseigné le football au prince Alexandre. En 1960, il est entraîneur, adjoint du sélectionneur national Constant Vanden Stock, pendant huit matches. Durant la saison 1963-1963, il remplace l'entraîneur chilien Juan Schwanner limogé du FC Bruges. Il est lui-même congédié, au début de la saison suivante.